# Rhaphiptera avicenniae
Rhaphiptera avicenniae es una especie de escarabajo longicornio del género Rhaphiptera, tribu Pteropliini, subfamilia Lamiinae. Fue descrita científicamente por Dalens & Tavakilian en 2007.
La especie se mantiene activa durante los meses de enero, marzo, junio, julio y diciembre.

## Descripción
Mide 11,7-16,5 milímetros de longitud.

## Distribución
Se distribuye por Brasil y Guayana Francesa.